# Liapades
Liapades (griechisch Λιαπάδες (m. pl.)) ist ein Dorf im Nordwesten der griechischen Insel Korfu. Gemeinsam mit dem Dorf Gefyra bildet es den Stadtbezirk Liapades (Δημοτική Κοινότητα Λιαπάδων Dimotikí Kinótita Liapádon) im Gemeindebezirk Paleokastritsa der Gemeinde Kendriki Kerkyra ke Diapondia Nisia. Liapades liegt direkt an der Westküste Korfus und ist von Bergen umschlossen.

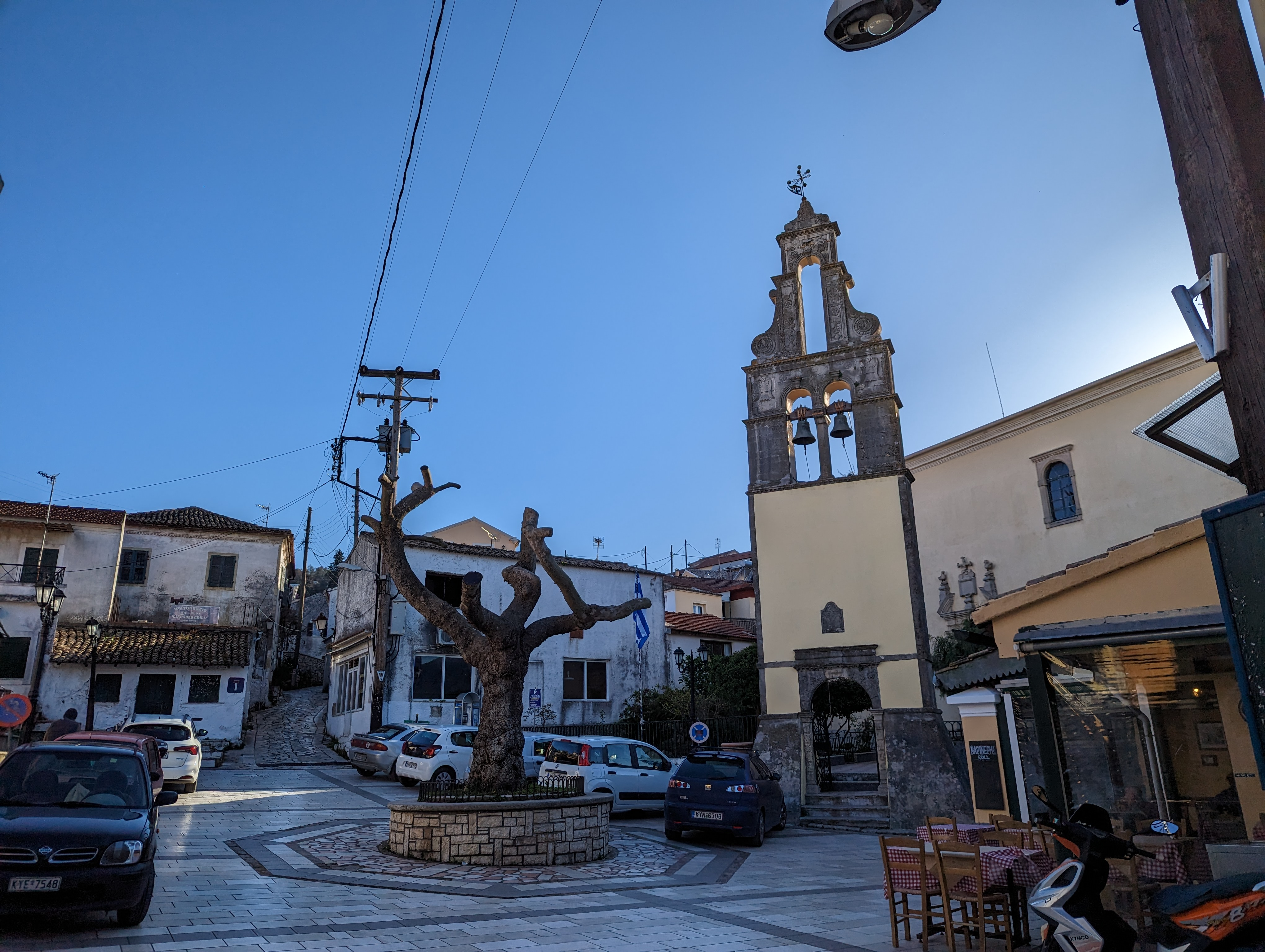
Liapades

## Einwohnerentwicklung
Einwohnerentwicklung von Liapades
| Name     | griechischer Name | Code       | 1920 | 1928 | 1940 | 1951 | 1961 | 1971 | 1981 | 1991 | 2001 | 2011 |
| -------- | ----------------- | ---------- | ---- | ---- | ---- | ---- | ---- | ---- | ---- | ---- | ---- | ---- |
| Liapades | Λιαπάδες          | 3201130601 | 1040 | 1065 | 1103 | 1082 | 1084 | 0931 | 1026 | 1046 | 0958 | 0879 |
| Gefyra   | Γέφυρα (f. sg.)   | 3201130602 |      |      |      |      |      |      | 0006 | 0024 | 0068 | 0052 |
| Gesamt   | Gesamt            | 32011306   | 1040 | 1065 | 1103 | 1082 | 1084 | 931  | 1032 | 1070 | 1026 | 931  |